# Czapka Kazańska

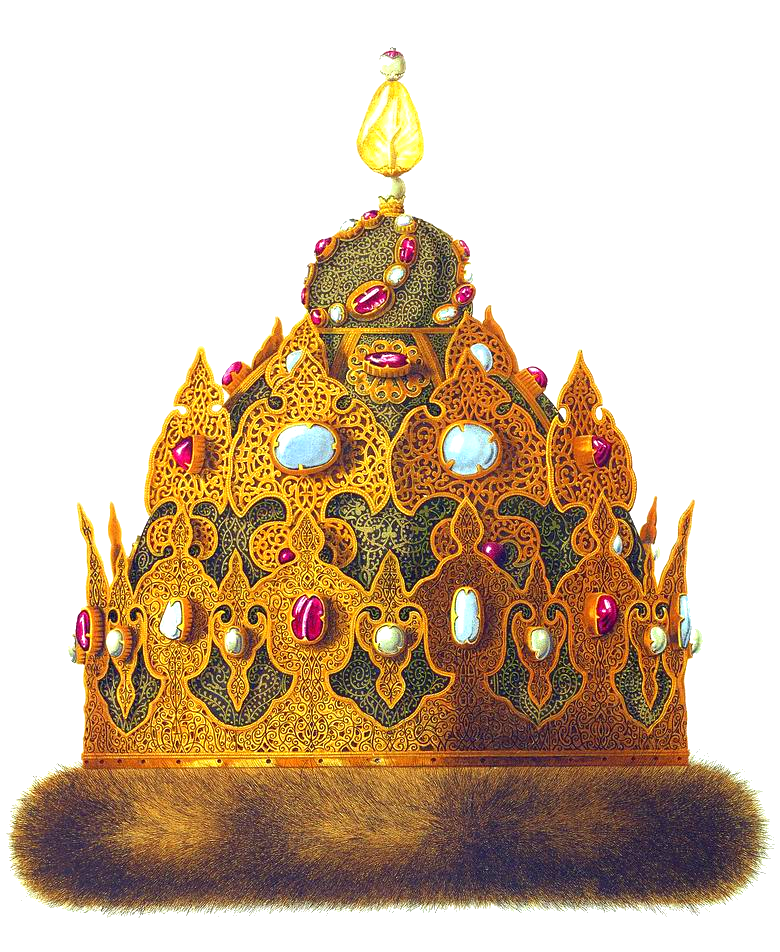
Czapka Kazańska

Czapka Kazańska – ozdobne nakrycie głowy w stylu orientalnym, kołpak należący do cara Iwana IV Groźnego. Przechowywana jest w kremlowskiej Zbrojowni (Orużejnaja Pałata) w Moskwie.
Czapka Kazańska powstała ok. 1552 roku w kremlowskim warsztacie złotniczym na zamówienie cara Iwana IV Groźnego. Pierwotnie miała być podarunkiem władcy Rosji dla chana Kazania, Edigera. Po upadku Chanatu Kazańskiego stała się symbolem zwycięstwa Rusinów nad Tatarami i została włączona w skład carskich regaliów. W heraldyce rosyjskiej była umieszczana nad herbem guberni kazańskiej Cesarstwa Rosyjskiego, a obecnie nad herbem miasta Kazania.  
Czapka Kazańska wykonana jest ze złota, podszyta sobolowym futrem. Hełmiasta czasza korony składa się z tarczkowatych trójkątnych płytek zdobionych metodą filigranu ułożonych w trzy rzędy i wysadzanych szlachetnymi kamieniami: turkusami, rubinami, almandynami i perłami. Na szczycie kołpaka umieszczony jest żółty korund przyozdobiony dodatkowo dwiema perłami.